# Cantone di Jumilhac-le-Grand
Il Cantone di Jumilhac-le-Grand era una divisione amministrativa dell'arrondissement di Nontron.
A seguito della riforma approvata con decreto del 21 febbraio 2014, che ha avuto attuazione dopo le elezioni dipartimentali del 2015, è stato soppresso.

## Composizione
Comprendeva i comuni di:
- Chaleix
- La Coquille
- Jumilhac-le-Grand
- Saint-Jory-de-Chalais
- Saint-Paul-la-Roche
- Saint-Pierre-de-Frugie
- Saint-Priest-les-Fougères